# Горњи Лађевац
Горњи Лађевац је насељено мјесто у саставу града Слуња, на Кордуну, Карловачка жупанија, Република Хрватска.

## Географија
Горњи Лађевац се налази око 7 км југоисточно од Слуња.

## Историја
Горњи Лађевац се од распада Југославије до августа 1995. године налазио у Републици Српској Крајини.

## Становништво
Према попису становништва из 2011. године, насеље Горњи Лађевац је имало 58 становника.
| Демографија | Демографија | Демографија |
| Година      | Становника  | Становника  |
| ----------- | ----------- | ----------- |
| 1991.       | 561         |             |
| 2001.       | 76          |             |
| 2011.       |             | 58          |

## Попис1991.
На попису становништва 1991. године, насељено место Горњи Лађевац је имало 561 становника, следећег националног састава:
| Попис 1991.‍  | Попис 1991.‍  | Попис 1991.‍ | Попис 1991.‍ | Попис 1991.‍ |
| ------------ | ------------ | ----------- | ----------- | ----------- |
|              |              |             |             |             |
| Хрвати       | Хрвати       |             | 546         | 97,32%      |
| Срби         | Срби         |             | 3           | 0,53%       |
| неопредељени | неопредељени |             | 2           | 0,35%       |
| непознато    | непознато    |             | 10          | 1,78%       |
| укупно: 561  |              |             |             |             |